# Alessandro Ninchi
Alessandro Ninchi (* 31. August 1935 in Pesaro; † 14. April 2005 in Rom) war ein italienischer Schauspieler, Regisseur und Drehbuchautor.

## Leben
Ninchi stammt aus einer Künstlerfamilie (so ist er der Neffe der Schauspieler Annibale, Ave und Carlo Ninchi) und debütierte Mitte der 1950er Jahre als Theaterschauspieler unter Orazio Costa; die Bühne blieb zeitlebens sein Haupt-Betätigungsfeld. Zu Beginn der 1960er Jahre war er auch an einigen interessanten frühen Fernsehinszenierungen beteiligt so an Guglielmo Morandis Padri e figli nach Turgenjew. 1970 inszenierte er sich selbst in der Hauptrolle des aus mehreren Klassikern gespeisten Theaterstückes Oreste von Vittorio Alfieri. Nur gelegentlich nahm Ninchi auch Filmangebote wahr, wobei er früh auch ein Engagement im international besetzten I due nemici hatte, inszenierte Ende der 1980er Jahre jedoch zwei Filme nach eigenem Buch (und war auch für deren Ausstattung verantwortlich). Beide Werke hatten jedoch Schwierigkeiten, einen Verleih zu finden. Eines seiner letzten Engagements hatte Ninchi beim Ensemble Tieri Lojodice.

## Filmografie (Auswahl)
Regisseur
- 1988: Amore di bambolo
- 1989: Ombre d’amore

Darsteller
- 1957: Maurizio (I colpevoli)